# Febre do feno no Japão

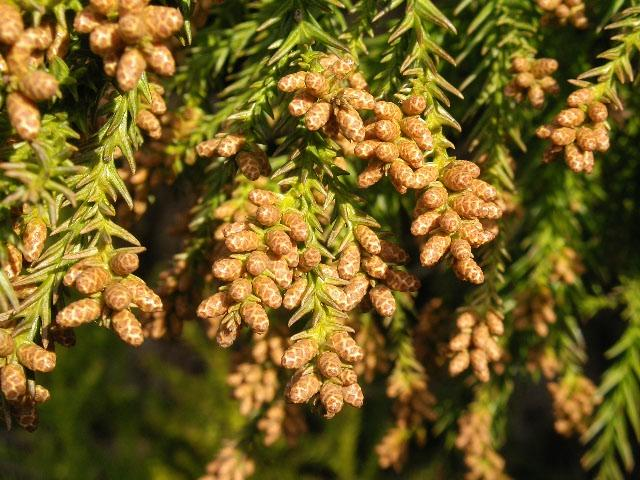
Estames e pólen de Cryptomeria

A febre do feno no Japão (花粉症, kafunshō, "doença do pólen") é mais comumente causada pelo pólen de Cryptomeria japonica (conhecido como sugi em japonês e frequentemente traduzido como "cedar", embora não seja um membro do gênero Cedrus) e do cipreste japonês (conhecido como hinoki), duas espécies de árvores japonesas nativas.

## Causa
A febre do feno era relativamente incomum no Japão até o início dos anos 60.[carece de fontes?] Logo após a Segunda Guerra Mundial, as políticas de reflorestamento resultaram em grandes florestas de cryptomeria e ciprestes japoneses, que eram um recurso importante para a indústria da construção. À medida que essas árvores amadureciam, começaram a produzir grandes quantidades de pólen. O pico de produção de pólen ocorre em árvores com trinta anos ou mais. À medida que a economia japonesa se desenvolveu nas décadas de 1970 e 1980, materiais de construção importados mais baratos diminuíram a demanda por cryptomeria e ciprestes japoneses. Isso resultou no aumento da densidade florestal e no envelhecimento das árvores, contribuindo ainda mais para a produção de pólen e, portanto, a febre do feno. Em 1970, cerca de 50% das cryptomeria tinham mais de dez anos e apenas 25% tinham mais de vinte anos. Em 2000, quase 85% das cryptomeria tinham mais de vinte anos e mais de 60% das árvores tinham mais de trinta anos. Essa tendência de envelhecimento de cryptomeria continuou desde então e, embora a área florestal da cryptomeria quase não tenha aumentado desde 1980, a produção de pólen continuou aumentando. Além disso, a urbanização de terras no Japão levou ao aumento da cobertura de solos macios e gramados por concreto e asfalto. O pólen que se deposita em superfícies tão duras pode ser facilmente varrido novamente pelos ventos para recircular e contribuir para a febre do feno. Como resultado,[carece de fontes?] aproximadamente 25 milhões de pessoas (cerca de 20% da população) atualmente sofrem deste tipo de febre do feno sazonal no Japão.

## Estação do pólen
A dispersão do pólen de Cryptomeria começa quando a temperatura média diária atinge dez graus Celsius, dependendo em parte do vento e do terreno. Como a estação das flores de cerejeira, a estação do pólen se move do sul para o norte em todo o Japão e das elevações mais baixas para as mais altas à medida que a primavera avança. Para o oeste e o leste do Japão (incluindo Tóquio e a região circundante de Kanto), isso significa que a estação da febre do feno começa entre o final de janeiro e meados de fevereiro. A estação de pólen de cryptomeria atinge o pico na segunda quinzena de março — primeira quinzena de abril nessas áreas, decaindo nas próximas seis a oito semanas. A polinização do cipreste japonês demora cerca de um mês a cryptomeria. Algumas pessoas são mais sensíveis a um dos dois tipos de pólen e, portanto, podem apresentar sintomas alérgicos mais cedo ou mais tarde que outros.

## Informações da mídia
A mídia japonesa rastreia e relata a estação do pólen em desenvolvimento de maneira semelhante à previsão e ao rastreamento da estação da flor de cerejeira. A Japan Weather Association (JWA) e a Weathernews Japan coletam e fornecem particularmente informações detalhadas sobre a contagem de pólen em locais em todo o Japão. Além de informações diárias ou mesmo horárias durante a temporada de pólen, a JWA fornece uma previsão de longo prazo no outono da severidade esperada da próxima temporada. A quantidade de floração e produção de pólen depende principalmente do clima durante o verão anterior, com longos verões quentes resultando em maior produção de pólen na primavera seguinte. A JWA emite essa previsão a longo prazo como uma indicação da gravidade relativa da próxima temporada de pólen em comparação com a média dos dez anos anteriores.

## Recepção

### Comercial
Uma indústria considerável se desenvolveu no Japão em torno de serviços e produtos que ajudam as pessoas a lidar com a febre do feno, incluindo roupas de proteção, como casacos com superfícies lisas, máscaras e óculos; medicamentos e remédios; utensílios domésticos, como filtros de ar condicionado e telas de janelas finas; e até "férias de alívio da febre do feno" em áreas com pouco pólen, como Okinawa e Hokkaido. Algumas pessoas no Japão usam terapia a laser médica para dessensibilizar as partes do nariz sensíveis ao pólen.

### Governamental
À medida que o impacto da temporada de alergias na população aumenta, o governo japonês concentra cada vez mais a atenção no assunto. Em 1990, o Ministério da Agricultura iniciou uma série de conferências anuais sobre a febre do feno para coordenar as instituições governamentais envolvidas. O Partido Democrata Liberal (o partido do governo na época) apresentou uma moção sobre Medidas Antialérgica e Febre do Feno em 1995, fortemente influenciada pelo aumento do lobby. O orçamento do governo para lidar com alergias ao pólen aumentou muito desde então. O orçamento de 2002 para problemas de febre do feno era de 7.372.000.000 ienes, 27 vezes a quantia de sete anos antes. As medidas administrativas incluem pesquisa básica, previsão aprimorada e desenvolvimento de terapias, além de pesquisas para desenvolver variedades de cryptomeria e cipreste japonês com baixa produção de pólen. No entanto, a devastação da indústria florestal e o número decrescente de trabalhadores florestais, como resultado de importações baratas e de alta qualidade, tornaram lenta a implementação real de medidas nas plantações florestais. Em 2005, a Agência Florestal anunciou planos para plantar seiscentas mil árvores de criptoméria com baixa produção de pólen nos cinco anos seguintes. No entanto, as florestas de criptoméria no Japão cobrem um total de 45.300 quilômetros quadrados, de modo que uma migração significativa para essas variedades se mostra um desafio considerável.